# Сива мухоловка
Сива мухоловка (Myioparus) — рід горобцеподібних птахів родини мухоловкових (Muscicapidae). Представники цього роду мешкають в Африці на південь від Сахари.

## Види
Виділяють два види:
- Мухоловка сіроголова (Myioparus griseigularis)
- Мухоловка сива (Myioparus plumbeus)